# Rohaniella guineensis
Rohaniella guineensis är en fjärilsart som beskrevs av Eugène Louis Bouvier 1928. Rohaniella guineensis ingår i släktet Rohaniella och familjen påfågelsspinnare. Inga underarter finns listade.